# Свияжский Иоанно-Предтеченский монастырь
Свия́жский Иоа́нно-Предте́ченский монасты́рь — монастырь Казанской епархии Русской православной церкви. До революции 1917 года был женским, ныне — подворье мужского Свияжского Успенского монастыря (обе обители находятся на острове Свияжск в 49 км от Казани). Женский монастырь в Свияжске основан одновременно со строительством города в 1551 году при Рождественской церкви. После пожара 1795 года монастырю переданы здания закрытого к тому моменту Свято-Троицкого мужского монастыря.

## История

### Свято-Троицкий мужской монастырь
Монастырь основан одновременно со строительством города в 1551 году. Тогда же была собрана деревянная Троицкая церковь. Монастырь был первоначально населён монахами из подмосковного Троице-Сергиева монастыря, который и в дальнейшем осуществлял опеку над Свияжским монастырём. При создании царским указом монастырю были выделены село Городище, деревни Кильдяево и Агищево, леса по реке Услоне, рыбные ловли, мельница. Монастырь активно строился. В 1604 году была построена сохранившаяся до сих пор Сергиева церковь с Сергиевым и Никоновским приделами, в подклете церкви помещались монашеские кельи. Был построен и несохранившийся большой собор, на месте которого в начале XX века был построен новый.
В 1764 году в результате секуляризационной реформы Екатерины II монастырь был закрыт. Монахи, книги и архив были перемещены на место упраздненного Троице-Сергиева монастыря.

### Иоанно-Предтеченский женский монастырь
Основан в конце XVI века (точная дата неизвестна). Существовал как женская обитель при приходской церкви Рождества Христова, до XVIII века назывался в источниках то Рождественским, то Иоанно-Предтеченским. Ни первоначальная Рождественская деревянная церковь, ни воздвигнутый позднее кирпичный храм не сохранились. Монастырь не имел собственных земельных владений и жил скромно на государственные субсидии и подаяния. Город Свияжск и строения монастыря страдали от пожаров. После пожара 1795 года, уничтожившего строения монастыря, ему были переданы пустующие постройки бывшего мужского монастыря. С этого начался новый этап в истории обители, когда она достигла расцвета. Монастырь получил существенную государственную дотацию. После этого в монастыре были построены многие кирпичные хозяйственные и жилые постройки. В 1796 году к Сергиевской церкви пристроен Иоанно-Предтеченский придел и колокольня.
С 1898 по 1906 год архитектором Фёдором Малиновским построен в неовизантийском стиле большой собор во имя иконы Божией Матери Всех Скорбящих Радость. Ежегодно с Фоминой недели эта икона обносилась с крестным ходом по городам и сёлам Казанской епархии. Расположенное на возвышенности высокое здание собора является архитектурной доминантой города. К началу XX века в ней числилось до 400 монахинь и послушниц — это был второй по величине женский монастырь епархии после Казанского Богородицкого.
Закрыт и осквернён в 1919 году. В советское время все храмы принадлежали Свияжскому историко-архитектурному музею-заповеднику. Древний иконостас деревянной Троицкой церкви был передан Государственному музею изобразительных искусств Республики Татарстан. Саму церковь в 1959 году реставрировали. Сохранилось внутреннее убранство большого собора. Здание Сергиевской церкви изучали казанские искусствоведы Г. П. Рылова, В. В. Мальковская, С. С. Айдаров.
Сейчас два из трёх храмов (кроме Троицкого) переданы Успенскому монастырю.

## Архитектурный ансамбль
Архитектурный ансамбль обители сохранился достаточно хорошо. Он включает как сооружения, оставшиеся ещё от Троице-Сергиева монастыря, так и постройки периода XIX — начала XX в.
Древнейший храм не только в монастыре, но и во всём Среднем и Нижнем Поволжье — Троицкая деревянная церковь 1551 г., единственный памятник, оставшийся от первоначального деревянного града Свияжска. Он имеет уникальную культурную и историческую ценность как один из нескольких древнейших деревянных храмов России. Правда, облик его частично изменился в ходе перестроек XIX века: храм перестал быть шатровым, получил новую железную кровлю и главу, а также тёсовое покрытие. Интерьер был сильно искажён в советское время — вывезены иконы XVI—XVII вв., однако сама конструкция резного иконостаса сохранилась.
Второй по времени храм монастыря — каменный, во имя преп. Сергия Радонежского, 1604 г. Это одноглавая церковь с пристроенной чуть позже невысокой колокольней. Внутри представляет собой редкий тип одностолпного трапезного храма. На крытой паперти, справа от входа, хорошо сохранился большой фресковый сюжет: Ветхозаветная Троица с предстоящими святыми Сергием Радонежским и Александром Свирским. Фреска современна самому храму и вызывает большой интерес искусствоведов: это точная, но сильно увеличенная и перенесённая на стену копия «Троицы» Андрея Рублёва.
Третий храм — собор во имя иконы Божьей Матери «Всех Скорбящих Радость» (1898—1906 гг., росписи 1914 г., архитектор Ф. Малиновский). Это самый большой и самый поздний храм Свияжска — монументальное, многокупольное краснокирпичное сооружение в т. н. Русско-византийском стиле.
Сохранилась также башня-часовня 1901 г. (ныне освящена в честь свв. Царственных Страстотерпцев) и ряд жилых и хозяйственных построек монастыря 1820-х — 30-х и 1890-х годов.

## Адрес и проезд
Адрес Свияжского Иоанно-Предтеченского монастыря: 422500, Республика Татарстан, Зеленодольский р-н, о. Свияжск. С 2008 года до острова можно добраться автомобильным транспортом по 8-километровой дамбе и мосту на ней.

## Галерея

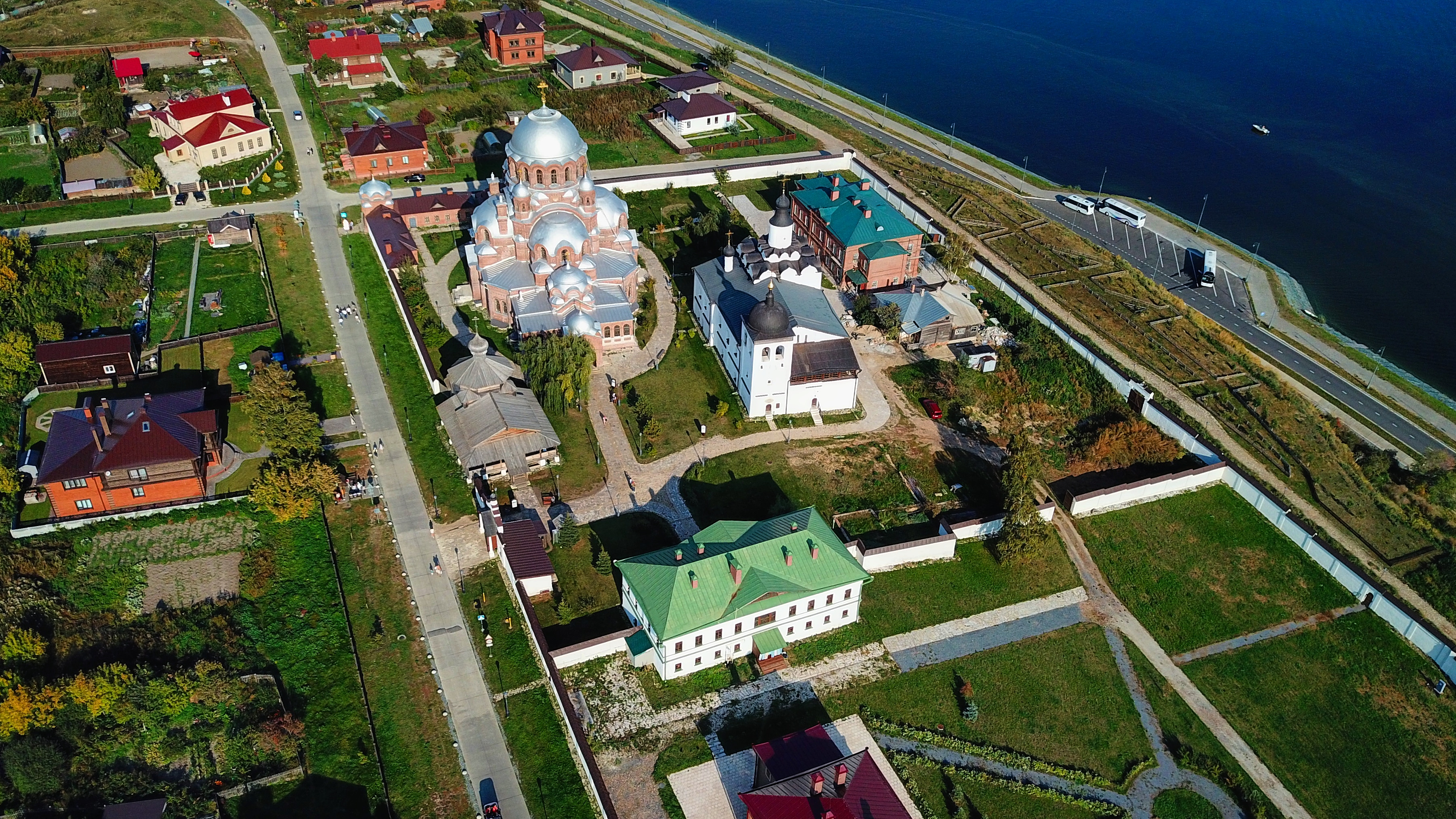
Вид с высоты
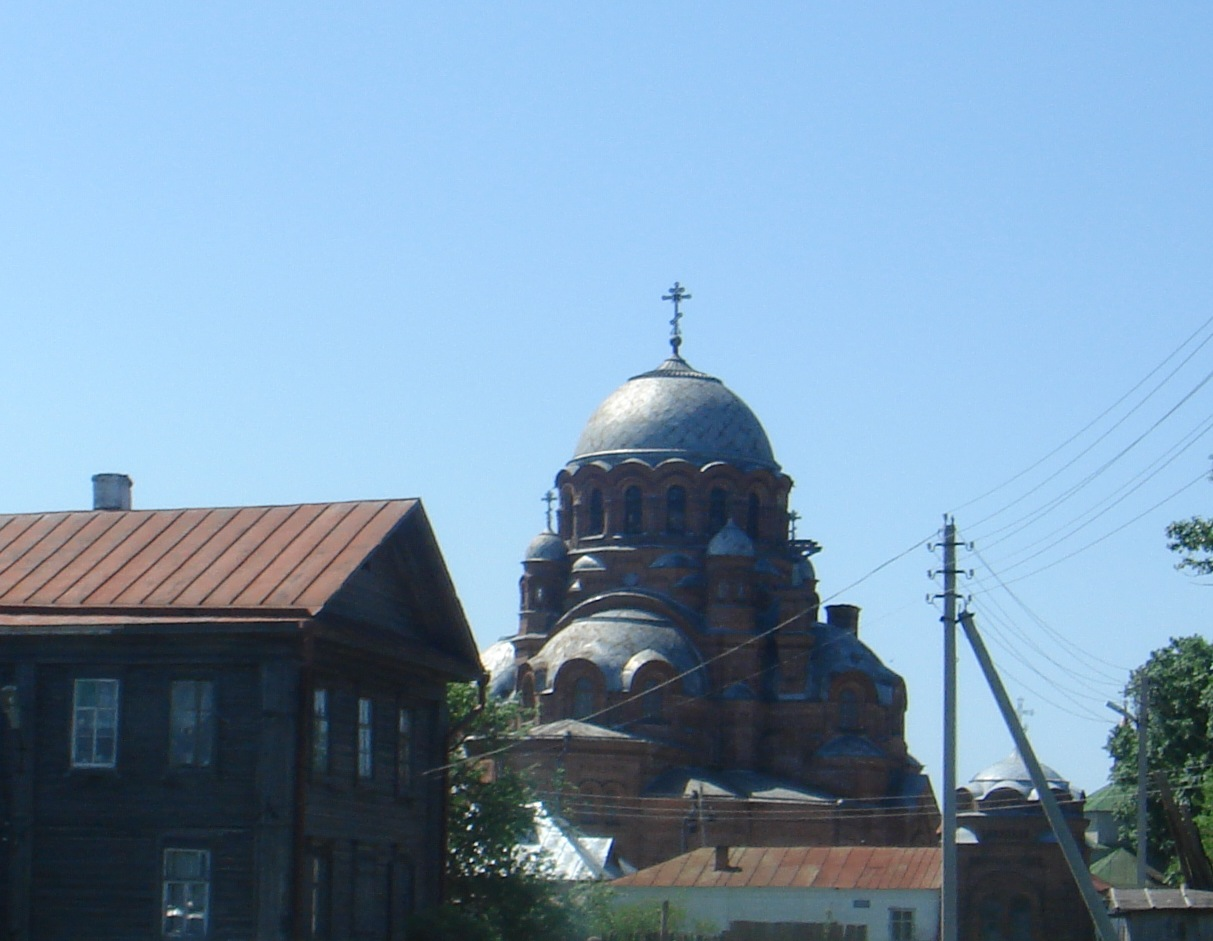
Улочка к монастырю
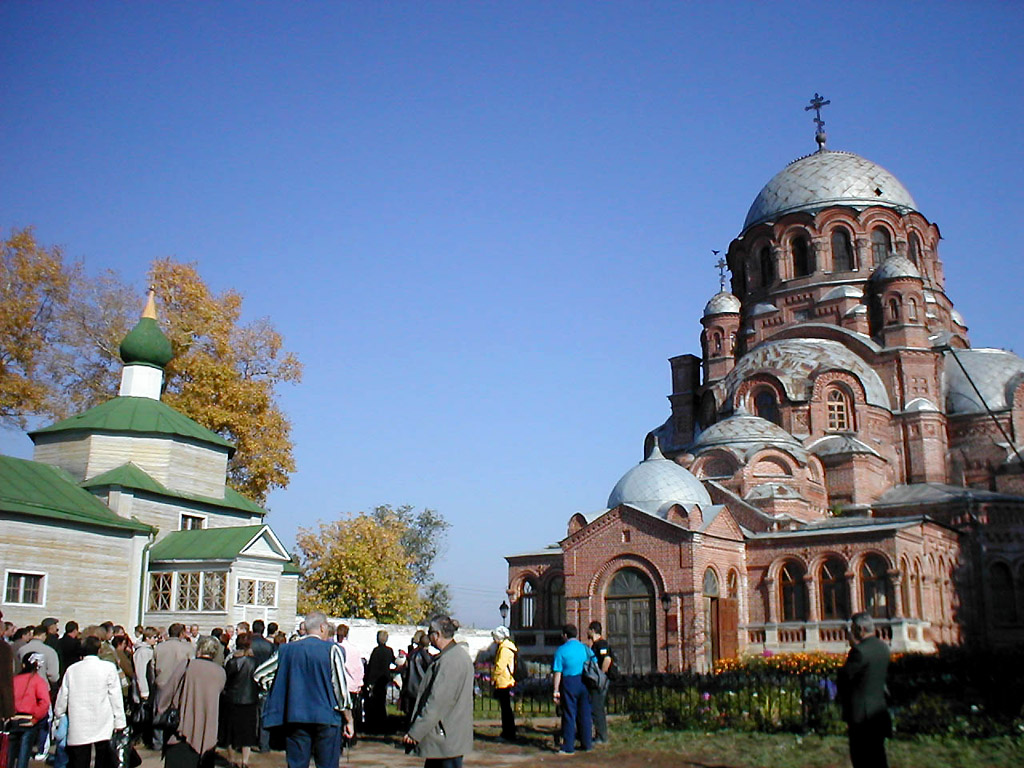
Храмы монастыря
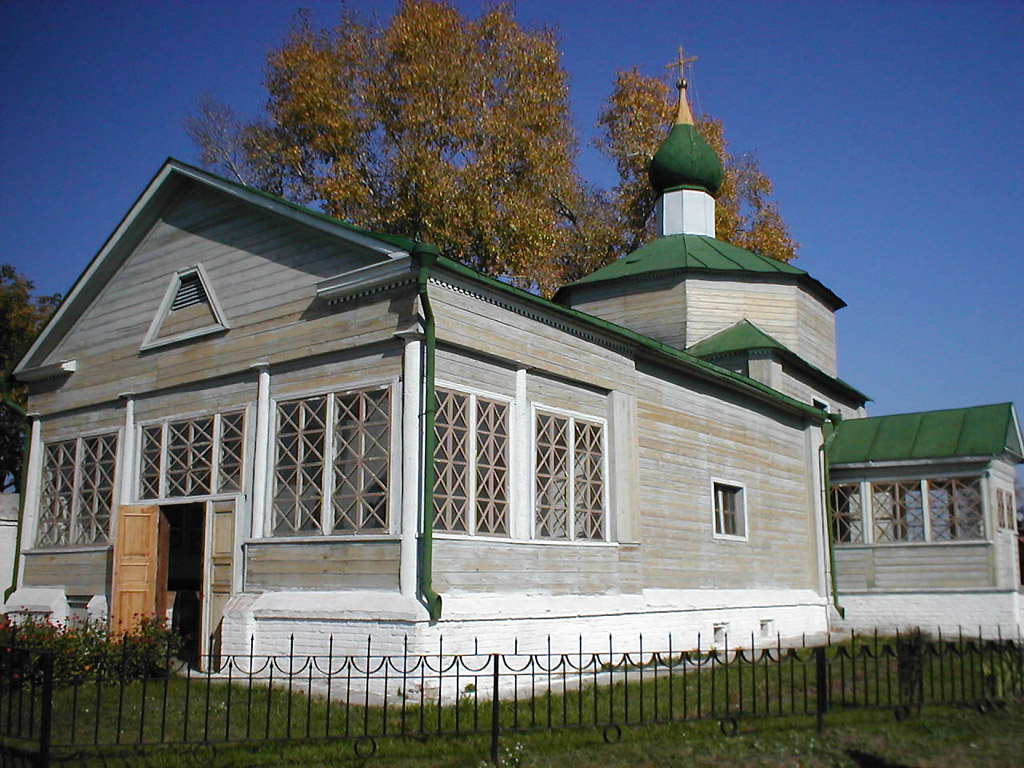
Троицкая церковь (до реставрации) (2005)
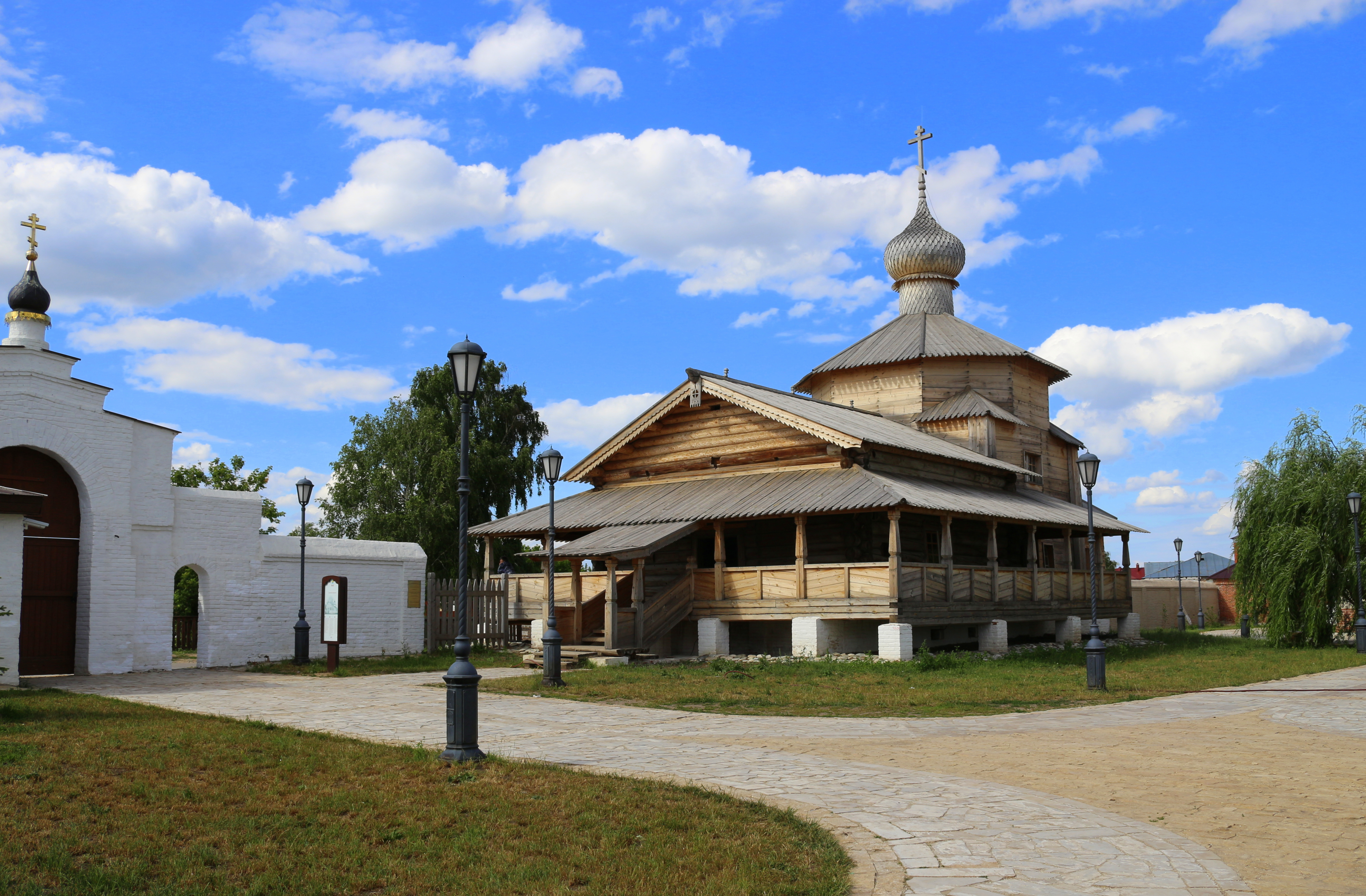
Троицкая церковь в наши дни (2014)
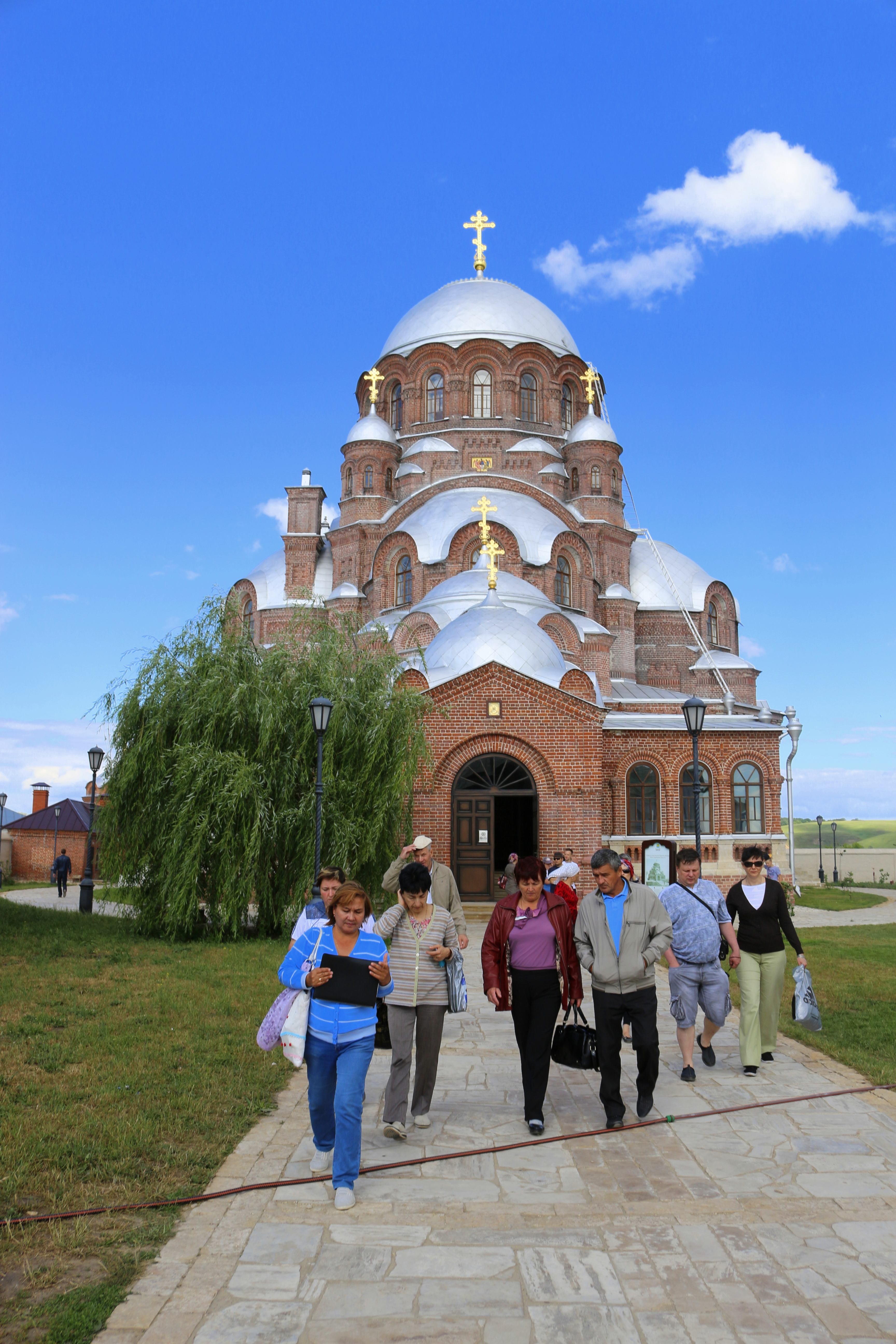
Собор Богоматери
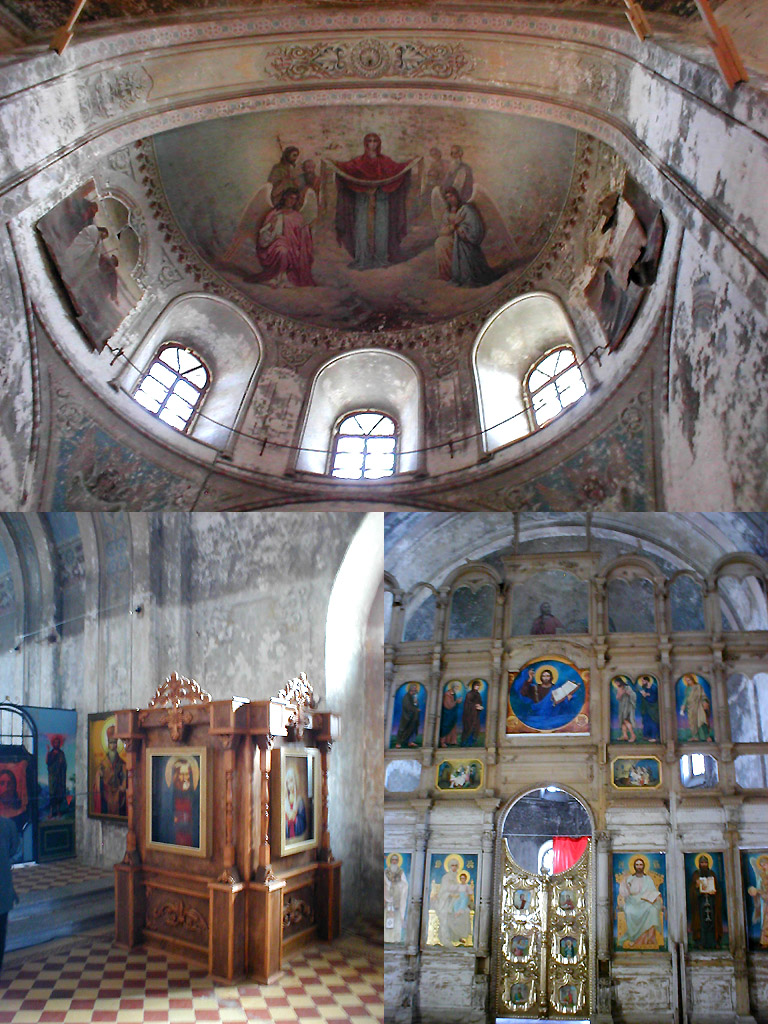
Интерьер Собора Богоматери